# Escut de Camporrobles
L'escut de Camporrobles és un símbol representatiu oficial de Camporrobles, municipi del País Valencià, a la comarca de la Plana d'Utiel-Requena. Té el següent blasonament:
| « | Escut ibèric de boca redona. En camper d'argent, un roure de sinople, acostat de dues espigues de blat creuades (a la dreta) i d'un raïm (a l'esquerra), ambdós de gules, i terrassat del seu color. Al timbre, una corona reial tancada. | » |

## Història

Escut oficial de Camporrobles entre 1963 i 1993.

L'escut fou aprovat per Resolució de 13 d'abril de 1993, del conseller d'Administració Pública, que modificava l'escut anterior de 1963; fou publicada al DOGV núm. 2.024, de 14 de maig de 1993.
El roure és un senyal parlant al·lusiu al nom de la vila. Al costat, dues figures al·lusives a la producció agrària del seu terme municipal.
L'anterior escut oficial fou aprovat per Decret d'11 de juliol de 1963 del Ministeri de la Governació, publicat al BOE núm. 190, de 9 d'agost de 1963. Tenia el següent blasonament:
| « | Truncat. Primer, d'argent, l'espiga de sinople disposada en barra; segon, d'or, cabra de sable i bordura componada de sable i or, que n'és Cabrera. Per timbre, corona marquesal. | » |